# Дейк-ен-Вард
Дейк-ен-Вард (нід. Dijk en Waard) — муніципалітет у Нідерландах, у провінції Північна Голландія.
Утворений 1 січня 2022 року шляхом об'єднання колишніх муніципалітетів Гергюговард і Лангедейк.

## Населені пункти муніципалітету
Міста
- Гергюговард

Села
- Аудкарспел
- Брук-оп-Лангедейк
- Венгейзен
- Де-Норд
- Зейд-Схарвауде
- Кудейк (частково)
- Норд-Схарвауде
- Сінт-Панкрас